# Pentadiplandraceae
Pentadiplandraceae is een botanische naam, voor een familie van tweezaadlobbige planten. Een familie onder deze naam wordt zo af en toe erkend door systemen van plantentaxonomie, waaronder het APG-systeem (1998) en het APG II-systeem (2003).
Indien erkend, gaat het om een heel kleine familie van waarschijnlijk slechts één soort, Pentadiplandra brazzeana.
Het Cronquist systeem (1981) erkende niet zo'n familie.